# Christina Björk
Christina Björk (ur. 27 lipca 1938 w Sztokholmie) – szwedzka pisarka, dziennikarka i reżyserka.
Pierwszą książką autorki opublikowaną w Polsce była Linnea w Ogrodzie Moneta. Wydało ją w 1993 roku Wydawnictwo Łódzkie w tłumaczeniu Krystyny Hugosson Bujwid. Obecnie książki Christiny Björk publikuje Wydawnictwo Zakamarki, które wspomniany tytuł wydało w tłumaczeniu Agnieszki Stróżyk i w większym formacie.

## W Polsce opublikowano
| L.p. | Tytuł polski                                    | Tytuł oryginalny                                 | Tłumacz                   | Ilustrator    | Rok pierwszego wydania w Szwecji | Rok pierwszego wydania w Polsce |
| ---- | ----------------------------------------------- | ------------------------------------------------ | ------------------------- | ------------- | -------------------------------- | ------------------------------- |
| 1    | Rok z Linneą                                    | Linneas årsbok                                   | Agnieszka Stróżyk         | Lena Anderson | 1982                             | 2010                            |
| 2    | Linnea w Ogrodzie Moneta                        | Linnea i Målarens Trädgård                       | Krystyna Hugosson Bujwid  | Lena Anderson | 1985                             | 1993                            |
| 2    | Linnea w ogrodzie Moneta                        | Linnea i Målarens Trädgård                       | Agnieszka Stróżyk         | Lena Anderson | 1985                             | 2009                            |
| 3    | Przygody Astrid – zanim została Astrid Lindgren | Astrids äventyr – innan hon blev Astrid Lindgren | Hanna Dymel-Trzebiatowska | Eva Eriksson  | 2007                             | 2007                            |
| 4    | Księżniczki i smoki                             | Prinsessor och drakar                            | Agnieszka Stróżyk         | Eva Eriksson  | 2011                             | 2011                            |
| 5    | Rycerze i smoki                                 | Riddare och drakar                               | Agnieszka Stróżyk         | Eva Eriksson  | 2013                             | 2014                            |